# 谷戸橋
谷戸橋（やとばし）は、神奈川県横浜市中区の堀川（中村川下流部）に架かる橋梁である。

## 歴史
山手の丘と、のちに関内と呼ばれる一帯とは元は地続きであったが、横浜港開港の翌年の1860年（万延元年）、居留する外国人と日本人との間にトラブルが生じることを避けるため堀川を開削。この時に初代の谷戸橋が架けられた。この橋は木橋で、今の谷戸橋よりやや下流側の水町通りに接続した。現在はその付近にフランス橋が架かる。1866年（慶応2年）には山手の側も外国人居留地となり、外国人からは「キャンプヒル・ブリッジ」とも呼ばれた。1887年（明治20年）には、横浜で4番目となる鉄橋に架け替えられた。

## 現橋
現在の橋は1923年（大正12年）の関東大震災で失われた後に再建されたもので、1927年（昭和2年）7月に竣工した鋼製のアーチ橋である。2005年度には横浜市認定歴史的建造物、2015年度には西之橋、打越橋、桜道橋、山手隧道とともに「元町・山手地区の震災復興施設群」として土木学会選奨土木遺産に認定された。

## 周辺
本橋の真上には堀川に沿って首都高速狩場線の高架橋が覆い、地下にはみなとみらい線元町・中華街駅が2004年に開業した。左岸（北側）は山下町、右岸は元町となる。堀川左岸には石川町駅方面と山下埠頭方面を結ぶ幹線道路が沿う。本橋を左岸側に渡り直進すると本町通りにつながり、県庁などのある関内地区に通じる。右岸側に渡り右折すると元町商店街。左折し100mほど進むと交差点があり、川沿いに直進すると新山下。右折し谷戸坂を登ると港の見える丘公園や山手本通りに至る。本橋を渡る路線バスは横浜市営バス20系統と観光周遊バス「あかいくつ」、神奈川中央交通11系統の3路線で、いずれも桜木町駅前を起点として谷戸坂を経由し、20系統は山手駅、11系統は保土ケ谷駅東口に至り、「あかいくつ」は港の見える丘公園前で折り返す。

### 隣接する橋
（上流側） - 前田橋 - 代官橋 - 谷戸橋 - フランス橋 - 山下橋 - （下流側）